# Honjo-Azumabashi (métro de Tokyo)
Honjo-Azumabashi (本所吾妻橋駅, Honjo-Azumabashi-eki) est une station du métro de Tokyo sur la ligne Asakusa dans l'arrondissement de Sumida à Tokyo. Elle est exploitée par le Bureau des Transports de la Métropole de Tokyo (Toei).

## Situation sur le réseau
La station Higashi-Nihombashi est située au point kilométrique (PK) 17,5 de la ligne Asakusa.

## Histoire
La station Higashi-Nihombashi est inaugurée le 4 décembre 1960.

## Service des voyageurs

### Accès et accueil
La station est ouverte tous les jours.
En moyenne en 2015, 18 431 voyageurs ont fréquenté quotidiennement la station.

### Desserte
Ligne Asakusa :

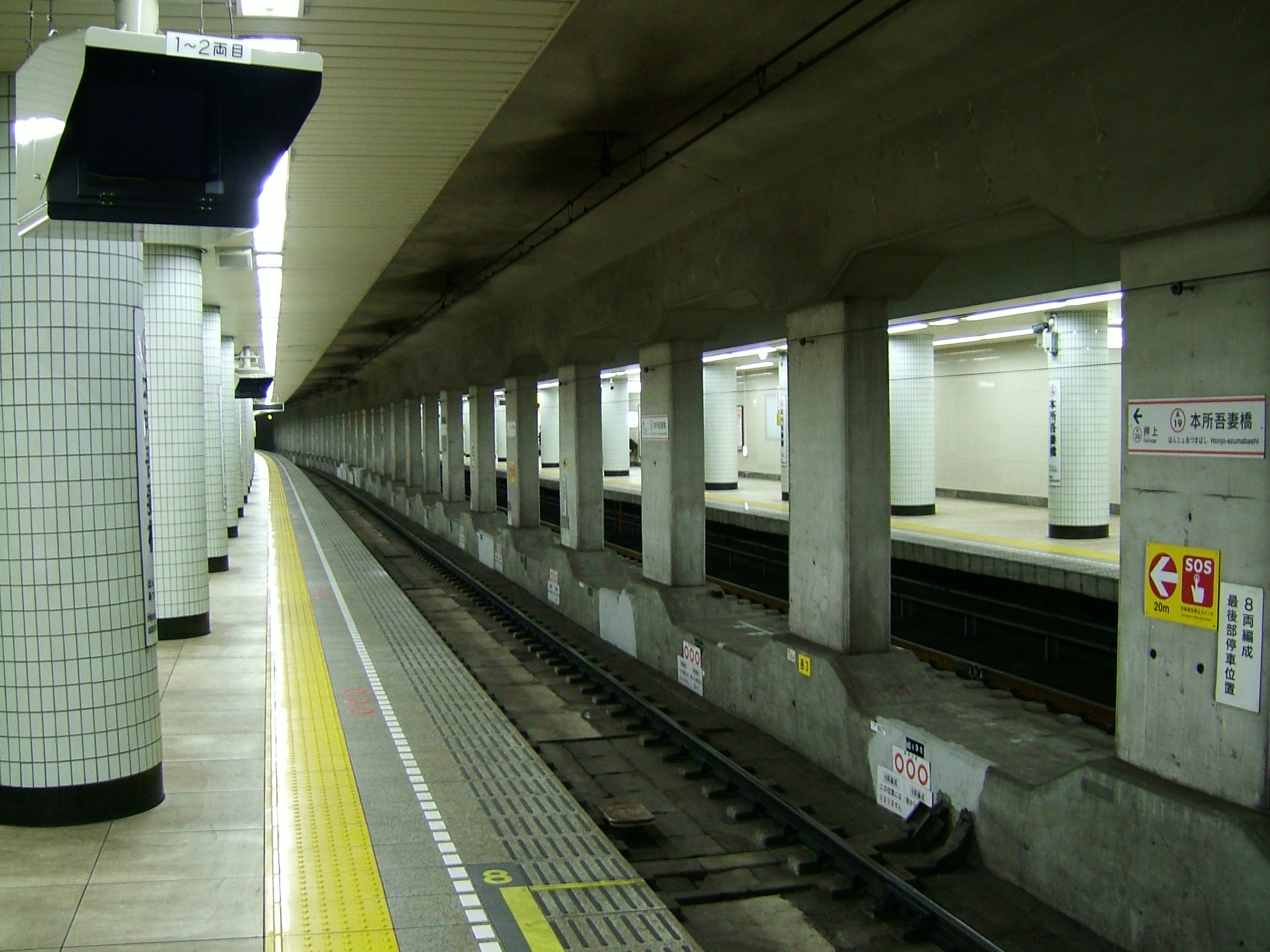
Quais de la station

- voie 1 : direction Sengakuji (interconnexion avec la ligne principale Keikyū pour Shinagawa et l'aéroport de Haneda) ou Nishi-Magome
- voie 2 : direction Oshiage (interconnexion avec la ligne principale Keisei pour Inba-Nihon-Idai, Shibayama-Chiyoda ou l'aéroport de Narita)